# ALTIUS
ALTIUS (Atmospheric Limb Tracker for Investigation of the Upcoming Stratosphere) est un mini-satellite d'observation de la Terre développé par la Belgique avec l'appui de l’Agence spatiale européenne. Son objectif est de réaliser des mesures de la composition de l'atmosphère terrestre et de pallier le nombre décroissant de missions spatiales consacrées à cette étude. ALTIUS est un mini-satellite de 130 kg dont la plateforme stabilisée 3 axes repose sur la série des satellites PROBA développés par la Belgique pour le compte de l'Agence spatiale européenne. Le satellite embarque 3 spectro-imageurs effectuant des observations du limbe de la Terre à la fois en lumière visible, dans l'infrarouge et en ultraviolet. Le projet d'un montant d'environ 105 millions d'euros a été approuvé en décembre 2016 par l'Agence spatiale européenne. Le lancement est prévu pour mi-2025 avec une fusée Vega-C, en tandem avec la mission FLEX de l'Agence spatiale européenne.